# Saint-Launeuc
Saint-Launeuc is een plaats en voormalige gemeente in het Franse departement Côtes-d'Armor in de regio Bretagne en telt 192 inwoners (2004). De plaats maakt deel uit van het arrondissement Dinan.

## Geschiedenis
Saint-Launeuc is op 1 januari 2025 opgeheven en aangehecht aan de gemeente Merdrignac.

## Geografie
De oppervlakte van Saint-Launeuc bedraagt 11,3 km², de bevolkingsdichtheid is 17,0 inwoners per km².
De onderstaande kaart toont de ligging van Saint-Launeuc met de belangrijkste infrastructuur en aangrenzende gemeenten.

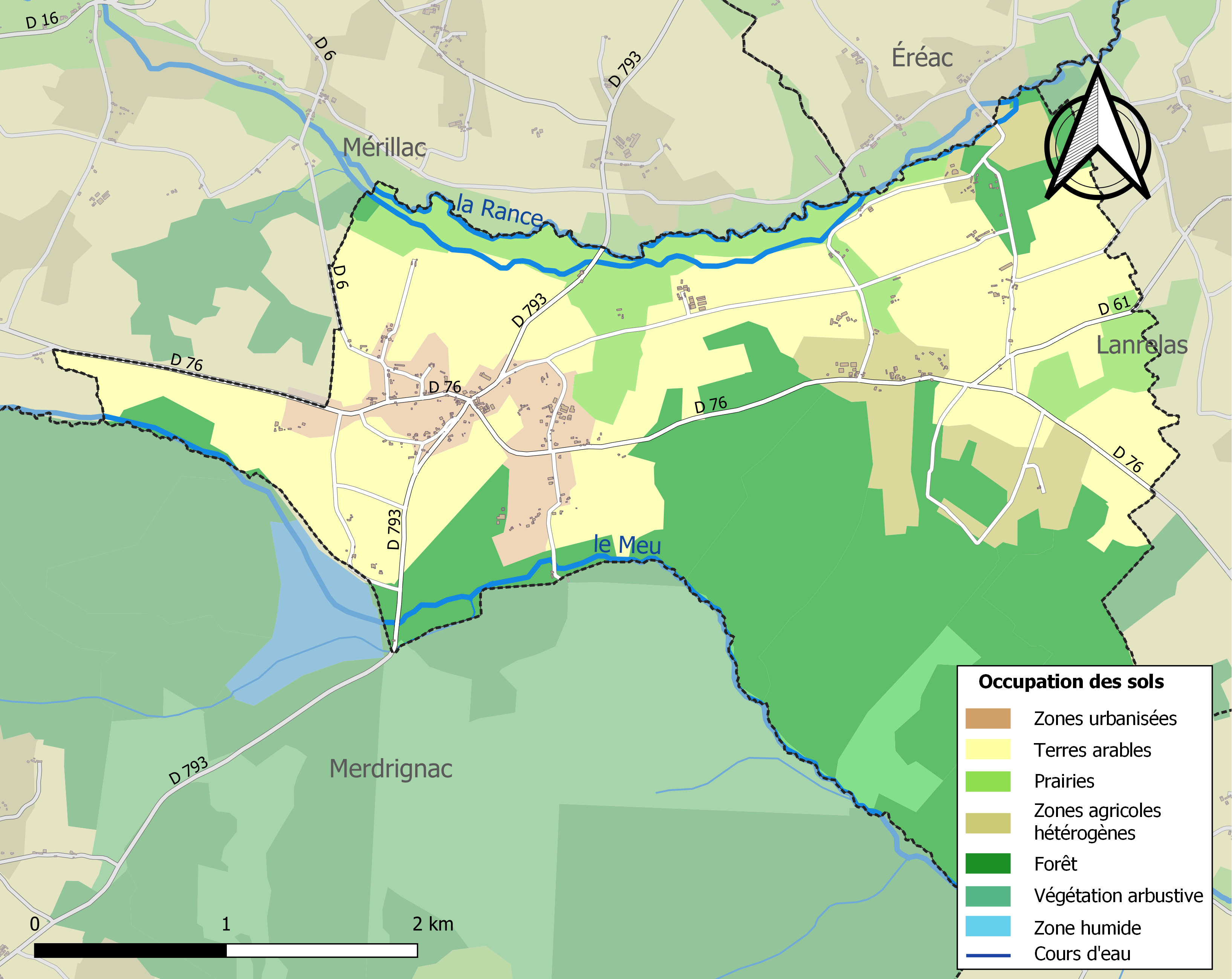

## Demografie
Onderstaande figuur toont het verloop van het inwonertal.